# Поволшка Бугарска
Поволшка или Волшка Бугарска (рус. Волжская Булгария), односно Волшко-Камска Бугарска (рус. Волжско-Камская Булгария), или Итилска Бугарска (тат. Идел Болгар; чув. Атӑлçи́ Пӑлха́р), била је средњовјековна прабугарска држава која је од 7. до 13. вијека постојала око ушћа ријеке Каме у Волгу у данашњој Русији. Својеврсни данашњи насљедници Поволшке Бугарске су Татарстан и Чувашија, републике у саставу данашње Руске Федерације.

## Настанак
Изворних података о Поволшкој Бугарској је мало. Аутентични прабугарски записи се нису сачували, па већина података потиче из тадашњих арапских, персијских, индоаријских и руских извора. Нешто је података прикупљено каснијим археолошким ископавањима.
Подручје Поволшке Бугарске су испочетка насељавала угро-финска племена. Прабугари су се тамо преселили из околице данашњег Азова око године 665. Водио их је Котраг, син прабугарског кана Кубрата. У 8. вијеку су населили подручје Идел-Урал (Волга-Урал), те су крајем 9. вијека постали доминантна популација и ујединили различита племена која су живјела на том подручју. Дио прабугарских племена се, пак, населио даље на запад, односно у Подунављу у данашњој Бугарској, стопивши се са тамошњим словенским становништвом, преузевши јужнословенски језик и православну вјеру те тако створивши модерну бугарску нацију.
Племена на подручју Поволшке Бугарске су се почела удруживати крајем 9. вијека. Подигли су пријестоницу Болгар, смјештену око 160 км јужно од данашњега Казања. Већина историчара сматра да нису били независни од Хазара, бар до 965. када је Хазаре уништио Свјатослав I Кијевски.
Абу ел-Гази Бахадур је назвао поволшкопрабугарски народ именом Улак.

## Успон
Највећи дио становништва Поволжја су чинила туркијска племена, међу којима су били Прабугари, Сувари, Барсили, Билари, Баланџари и дио Буртаса (према ибн Рустаху). Потомци тог дијела Поволшких Прабугара, с већим или мањим примјесама угро-финских и кипчашких туркијских народа су данашњи Чуваши и казански Татари. Мањи дио становништва су чинили угро-финска племена (Есегели и Паскатири) од којих су вјероватно настали данашњи Бесермени и Татари.
Под владавином Алмиша је у 10. вијеку државна религија постао ислам. У државу је године 922/923. абасидски халиф ал-Муктадир послао Ибн Фадлана. Његова мисија је била успоставити дипломатске односе, обучити суце (кадије) и учитеље шеријатског права и помоћи изградњи тврђава и џамија. Упркос увођења ислама, дуже времена се међу Поволшким Прабугарима наставио практиковати тенгризам.
Поволшка Бугарска је била на средњем току Волге, па је зато пред крсташке ратове постала важном рутом и почела доминирати трговином између Европе и Азије. Пријестоница Болгар је постала развијени и богат град, који се по материјалном богатству могао такмичити с највећим средиштима исламског свијета. Главни трговски партнери Поволшких Прабугара су били Викинзи, Бјармија на јужној обали Бијелог мора и сливу Сјеверне Двине, Југра између ријеке Печоре и сјеверног Урала и Ненци. Њихови трговци су путовали до Багдада и Цариграда на југу односно до Кине на истоку.
Друга већа насеља су били Биљар, Сувар, Кашан и Жукотин. Данашњи градови Казањ и Јелабуга су се развили из некадашњих поволшкобугарских тврђава. Нека од поволшкобугарских насеља, спомињаних у руским љетописима, до данас нису откривена. Међу њих спадају Ошељ, Тухчин, Брјахимов и Тав Иле. Неке од њих су приликом најезде потпуно уништили Монголи.
Једина војничка сила која је угрожавала Поволшку Бугарску су биле руске кнежевине на западу. Руси су у 11. вијеку опустошили Поволшку Бугарску, а на пријелазу из 12. у 13. вијека, владари Владимира на челу са Андрејем Богољубским и Всеволдом III, страхујући од поволшкобугарског напада са истока, превентивно напали поволшкобугарска мјеста. Поволшки Прабугари су због тога престоницу премјестили из Болгара у Биљар.

## Пропаст
У септембру 1223. је претходница монголске Џингис-канове војске под Субудајем код Самаре прва прешла границу Поволшке Бугарске, али је поражена. Године 1236. су се Монголи вратили и у пет година покорили цијелу државу, која је тада трпила унутрашње сукобе. Поволшка Бугарска је постала дио Џучијевог каната, касније Златне хорде. Подијељена је на неколико кнежевина, које су постали вазали Златне хорде, и имали нешто аутономије. Године 1438. је од једне од њих настао Казањски канат.
Дио историчара вјерује да је током монголске инвазије убијено преко 80% становништва. Преживјели су се повукли на подручје данашмње Чувашије и Татарстана створило неколико држава. Степска подручја Поволшке Бугарске су населили номадски Кипчаци и Монголи, па је због њих дошло до нестанка пољопривреде.
Преживјела поволшкобугарска насеља су касније обновила и постала средишта трговине и у Златној хорди.

## Галерија
- Поволшка Бугарска у Евроазијском свету око 1200. године
- Грнчарија Поволшке Бугарске, 10—14 вијек
- Огрлица, Поволшка Бугарска, 10—14 вијек